# ケバエ
ケバエは、ハエ目（双翅目）カ亜目（長角亜目）ケバエ科（Bibionidae）に分類される昆虫の総称。世界中で約7属700種が記録されている。また、ニセケバエ科の種もケバエの名前で呼ばれることがある。フルカ科という和名もある。

## 特徴
体長は5-15mm、複眼は性的二形を示し、オスの複眼はメスより顕著に大きくなる。

## 習性
成虫は年1化、または年2化であり、寿命は1-2週間と短い。成虫の摂食活動は活発ではないが、花の蜜や水を摂取することが知られる。またオスが群飛する様子も観察されることがあり、土壌中から羽化するメスを待ち受ける行動と考えられている。時に数百メートルから数キロメートルにわたる大群となることもあり、ラブバグ（Plecia nearctica）などの種では群飛行動が4-5週間続くこともある。
双翅目の幼虫は土壌中に多く生息し、特にユスリカ科、クロバネキノコバエ科などの幼虫が多く生息しているが、ケバエの幼虫も数多く生息していることが知られる。ケバエの幼虫は土壌や朽木の中などに生息し、腐植質を餌とする分解者として知られている。また幼虫は食糞性ももち、自らの糞を活発に摂食する。
メスアカケバエBibio japonicaでは1個体の雌が3000個以上の卵を産むことが確認されている。

## 化石
ケバエ科は、双翅目の中でもとりわけ多数の化石種が見つかっている科としても知られており、主に第三紀の地層から約350種の化石種が発見されている。

## 分類

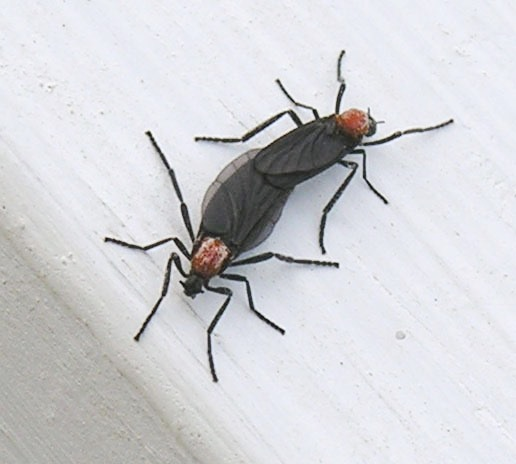
ラブバグ

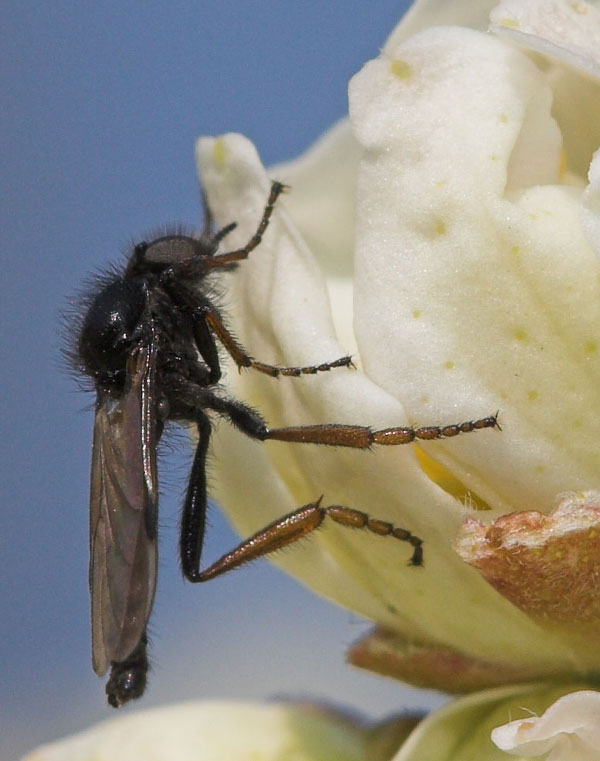
Bibio johannis

伝統的には、ケバエ科はケバエ亜科 Bibioninae と トゲナシケバエ亜科 Pleciinae の2亜科に大きく分けられるが、他に Hesperininae 亜科を認める主張もある。また、トゲナシケバエ亜科を独立の科（トゲナシケバエ科）として扱うこともあるほか、Hesperininae 亜科を独立の科（ヒゲナガフルカ科）とすることもある。
ケバエ科に含まれる種は世界に約7属700種、日本には5属36種ほどが知られている。

### 主な下位分類
- Bibioninae ケバエ亜科
  - Bibio ケバエ属
  - Bibiodes
  - Bibionellus
  - Dilophus
  - Enicoscolus
- Pleciinae トゲナシケバエ亜科 - 独立した科とすることもある。
  - Plecia
  - Penthetria
- Hesperininae ヒゲナガケバエ亜科
  - Hesperinus - 単型属。独立したヒゲナガケバエ科とすることもある。